# Saint-Mards-de-Fresne
Saint-Mards-de-Fresne è un comune francese di 354 abitanti situato nel dipartimento dell'Eure nella regione della Normandia.

## Società

### Evoluzione demografica
Abitanti censiti